# Drosophila crucigera
Drosophila crucigera este o specie de muște din genul Drosophila, familia Drosophilidae, descrisă de Grimshaw în anul 1902. Conform Catalogue of Life specia Drosophila crucigera nu are subspecii cunoscute.